# Cerco de Teodosiópolis
O cerco de Teodosiópolis foi o primeiro conflito da Guerra Anastácia entre o Império Bizantino de Anastácio I Dicoro (r. 491–518) e o Império Sassânida de Cavades I. Ocorreu em agosto de 502 e foi liderado pelo próprio Cavades I. Teodosiópolis, uma grande fortaleza fronteiriça bizantina da Armênia Maior, no momento do cerco estava sem guarnição e com fortificações fracas. Isso, e a deserção de Constantino, o comandante responsável pela fortaleza, levou a uma grande vitória persa e a captura da cidade. De acordo com Zacarias Retórico, como os locais não insultaram Cavades, ele foi misericordioso com eles.